# Neottiura herbigrada
Neottiura herbigrada är en spindelart som först beskrevs av Simon 1873.  Neottiura herbigrada ingår i släktet Neottiura och familjen klotspindlar. Inga underarter finns listade i Catalogue of Life.